# Magdalena Tekiel
Magdalena Tekiel est une ancienne joueuse de volley-ball polonaise née le 25 août 1987 à Varsovie. Elle mesure 1,85 m et jouait au poste de réceptionneuse-attaquante. 

## Clubs
| Club                           | De        | À         |
| ------------------------------ | --------- | --------- |
| MOS Wola Varsovie              | 1999-2000 | 2004-2005 |
| LTS Legionovia Legionowo       | 2005-2006 | 2006-2007 |
| Hawks du HCC                   | 2007-2008 | 2007-2008 |
| American University Washington | 2008-2009 | 2010-2011 |
| Time Volley Matera             | 2011-2012 | 2011-2012 |
| LSW Varsovie                   | 2012-2013 | 2012-2013 |
| Sparta Varsovie                | 2014-2015 | 2014-2015 |
| AZS LSW Varsovie               | 2017-2018 | 2017-2018 |